# Plymouth Caravelle
La Caravelle è un'autovettura mid-size prodotta dalla Plymouth dal 1983 al 1988. Negli Stati Uniti fu introdotta più tardi, nel 1985. Dal 1983 al 1985 fu invece commercializzata solo in Canada. Entrambe le versioni montavano il motore in posizione anteriore ed avevano la trazione all’avantreno.
Era essenzialmente identica alla Dodge 600. La Caravelle fu la prima berlina mid-size Plymouth a trazione anteriore. Venne sostituita nel 1989 dalla Plymouth Acclaim. Il nome della Caravelle derivò da un tipo di imbarcazione introdotta dai portoghesi nel XV secolo, la caravella, e che fu utilizzata in seguito da Cristoforo Colombo per i suoi viaggi verso le Americhe. Il nome non fu scelto a caso, dato che questo tipo di imbarcazione era agile e veloce.

## Storia

### Stati Uniti

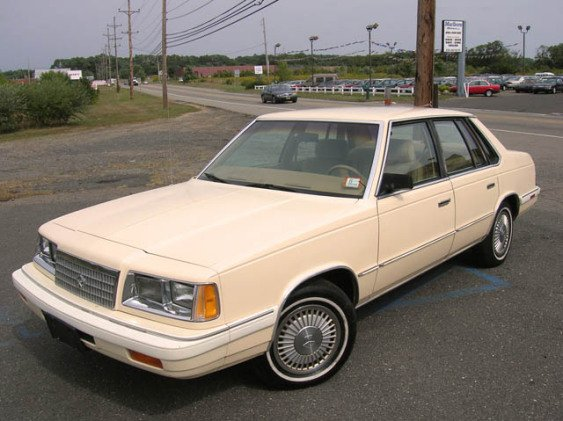
Una Plymouth Caravelle SE del 1988 commercializzata negli Stati Uniti

Negli Stati Uniti, la Caravelle fu lanciata sui mercati per sostituire la Chrysler E-Class, cioè un modello di fascia medio bassa che non ebbe un buon successo sui mercati. Il gruppo Chrysler possedeva già una vettura assimilabile al modello citato, la Dodge 600, ma le vetture del marchio Dodge non erano vendute nei concessionari del gruppo insieme a quelle dei marchi Plymouth e Chrysler. La Dodge, infatti, possedeva una rete di vendita separata. Il gruppo Chrysler aveva però necessità di un modello che fosse paragonabile alla E-Class, ma vendibile nei concessionari Chrysler-Plymouth statunitensi, e perciò introdusse la Caravelle. Il nuovo modello si posizionò, nella gamma Plymouth, tra la Reliant K  e la Gran Fury.
L'unico allestimento che fu disponibile al momento del lancio, nel 1985, fu l'SE. L'equipaggiamento collegato a questo allestimento comprendeva l'autoradio, gli alzacristalli elettrici, la chiusura centralizzata, gli specchietti retrovisori regolabili elettricamente, l'apertura elettrica del portellone posteriore, il cruise control, l'aria condizionata ed il sedile anteriore a divanetto frazionabile 50/50.
Nel 1986 la Caravelle fu oggetto di un facelift, che portò a linee più arrotondate, le quali diedero alla vettura un profilo più aerodinamico. Dal 1986 in avanti, la Caravelle fu disponibile con un allestimento base, che era caratterizzato dall'assenza di una parte dell'equipaggiamento montato invece di serie sui modelli con allestimento SE. La Caravelle continuò ad essere commercializzata negli Stati Uniti fino al 1988, quando venne sostituita dalla Acclaim nel 1989. A differenza del modello offerto in Canada, che era disponibile anche in versione coupé due porte, la Caravelle statunitense venne commercializzata solo in versione berlina quattro porte. La Caravelle statunitense era montata, come la E-Class, sul pianale E del gruppo Chrysler.

#### Motorizzazione del modello statunitense
I motori disponibili per la versione statunitense furono:
- 2,2 L di cilindrata, quattro cilindri in linea - 96 CV di potenza e 161 N•m di coppia - 1985-1988
- 2,2 L, quattro cilindri in linea sovralimentato -  146 CV e 228 N•m - 1985-1988
- 2,5 L, quattro cilindri in linea - 100 CV e 184 N•m - 1986-1988
- 2,6 L, quattro cilindri in linea - 1986 (sostituito dal motore da 2,5 L)

#### Gli allestimenti
I livelli di allestimento offerti sul modello statunitense furono:
- SE - 1985-1988
- base - 1986-1988

#### I dati produttivi
| Anno   | Esemplari |
| ------ | --------- |
| 1985   | 39.971    |
| 1986   | 34.352    |
| 1987   | 42.465    |
| 1988   | 16.889    |
| Totale | 133.677   |

### Canada
In Canada, il nome "Caravelle" apparve per la prima volta nel model year 1978 per una versione della Dodge Diplomat. Questa versione era collocata sotto la LeBaron che, tra le vetture distribuite dai concessionari Chrysler-Plymouth, era posizionata al top di gamma. Nel 1983, la Chrysler Canada lanciò sul mercato la Plymouth Caravelle, la cui versione berlina era basata sul pianale E del gruppo, mentre la quella coupé due porte era costruita sulla piattaforma K. La berlina uscì di produzione nel 1988, mentre la coupé nel 1986. Come negli Stati Uniti, anche la Caravelle canadese fu sostituita dalla Acclaim nel 1989.